# 永達杯王中王戦
永達杯王中王戦（えいたつはいおうちゅうおうせん、永达杯王中王战）は、中国の囲碁の棋戦で、2002年から2004年まで2期開催された。
- 主催 中国囲棋協会、永達投資（集団）有限公司
- 優勝賞金 1期6万元、2期10万元

出場棋士は、第1期は8名（常昊、孔傑、劉菁、周鶴洋、王磊、黄奕中、兪斌、馬暁春）、第2期はタイトル保持者とランキング上位の16名。トーナメント戦で行われ、決勝戦は三番勝負。持時間は1手30秒、各10分の考慮時間。

## 優勝者と決勝戦
（左が勝者）
- 2002年 常昊 2-1 兪斌
- 2004年 胡耀宇 2-0 邵煒剛